# SIAI S.58

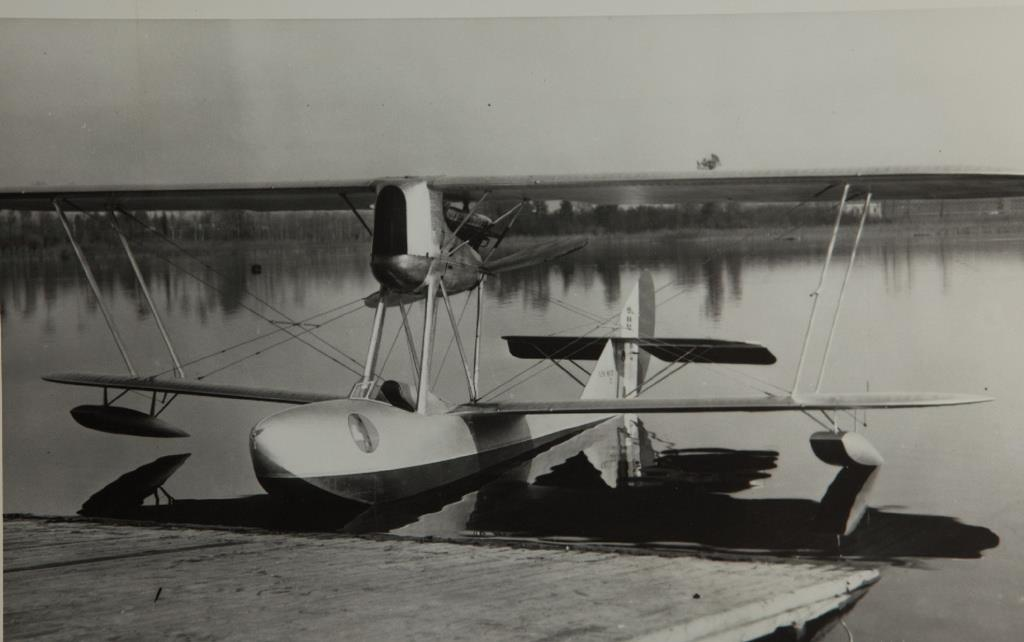

Le SIAI S.58 ou Savoia-Marchetti S.M.58 était un prototype italien d'hydravion de chasse des années 1920, conçu et fabriqué par SIAI.

## Conception et développement

### S.58
En 1924, la Regia Marina (Marine Royale italienne) émit un appel d'offres pour le remplacement de ses hydravions de chasse Macchi M.7ter. Pour rivaliser avec le Macchi M.26, SIAI développa le S.58. C'était un hydravion biplan monoplace, construit en bois, avec une coque basée sur celle de l'hydravion de course SIAI S.51, qui avait participé au Trophée Schneider 1922. Le moteur du S.58, un V8 Hispano-Suiza HS 42 produisait 296 ch, il était monté sur des jambes de suspension au-dessus de la coque et il entrainait une hélice propulsive. SIAI proposa un armement de deux mitrailleuses Vickers fixes montées sur la coque de chaque côté du cockpit qui tiraient vers l'avant.
Le S.58 effectua son premier vol au début de l'été de 1924, il établit peu de temps après, le 25 août 1924, un record du monde d'altitude pour un avion de ce type en atteignant 5 831 mètres (19 130 pieds) avec une charge utile de 250 kg (551 livres). SIAI construisit trois prototypes, mais la Regia Marina a choisi, pour économiser de l'argent, de remotoriser le Macchi M.7ter pour prolonger sa durée de vie, plutôt que d'acheter de nouveaux avions. SIAI construisit, toutefois, un S.58 supplémentaire, qui fut utilisé par la Scuola di Alta Velocità (École de Haute Vitesse) à Desenzano.

### S.58bis
SIAI installa plus tard sur le premier prototype du S.58 un Moteur V12 Fiat A.20 de 420 ch, et le redesigna S.58bis. En 1927, la Regia Marina organisa de nouveau un concours pour le remplacement des Macchi M.7ter où SIAI engagea le S.58bis. La Regia Marina le trouva suffisamment intéressant pour commander 97 exemplaires du S.58bis, mais cette commande fut annulés après que la Regia Marina ait de nouveau choisi, par mesure d'économie, d'étendre la durée de vie des M.7ter en les remotorisant.

### S.58ter
À l'automne 1928, le S.58ter vola pour la première fois, c'était une version légèrement modifiée du S.58bis qui utilisait aussi le moteur V12 Fiat A 20. En 1929, la Regia Marina organisa de nouveau un concours pour le remplacement des M.7ter où SIAI engagea le S.58ter. Mais il perdit contre le Macchi M.41bis et ne reçut aucune commande.

## Opérateurs
Royaume d'Italie
- Regia Aeronautica
- Regia Marina